# 제1시대

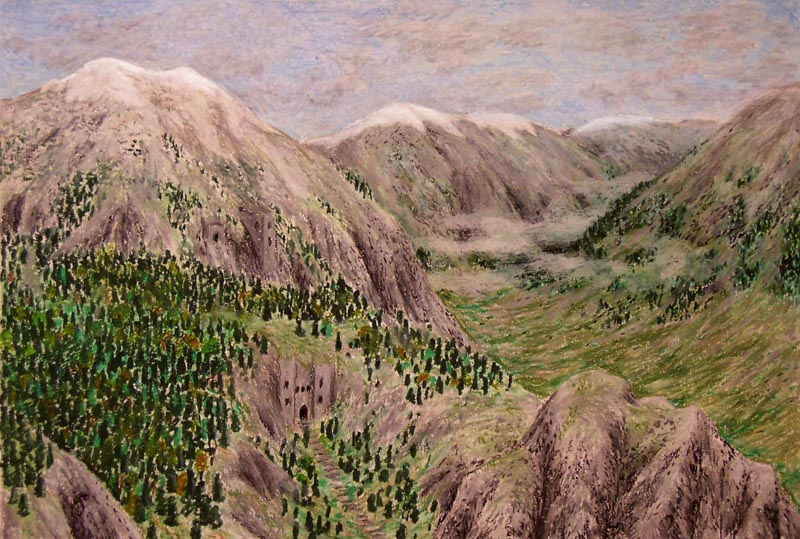
가운데땅 북쪽에 있는 산.

제1시대(The First Age)는 J. R. R. 톨킨이 창조한 가공 세계인 가운데땅의 역사를 구분하는 단위 중 하나이다.
제1시대의 시작은 확실하지는 않지만 아르다가 창조되었을 때, 혹은 쿠이비에넨에서 요정들이 깨어났을 때 시작되어 발라의 대군이 분노의 전쟁에서 승리하여 모르고스를 가운데땅에서 몰아내고 벨레리안드가 바닷속으로 가라앉았을 때 끝났다.
이처럼 제1시대는 등불의 시대, 나무의 시대, 태양의 시대를 모두 포함하는 아주 긴 시대이지만, 태양이 처음 뜬 해부터 벨레리안드가 가라앉기까지의 590년을 제 1시대라고 지칭하기도 한다.
《실마릴리온》은 주로 이 시대를 다루고 있다. 반지의 제왕 곳곳에서 이 시대에 대한 짤막한 언급을 볼 수 있다.

## 같이 보기
- 제2시대
- 제3시대
- 아르다의 연표